# Two and a Half Men (5.ª temporada)
A quinta temporada de Two and a Half Men foi transmitida entre setembro de 2007 e maio de 2008 pelo canal CBS.

## Greve dos roteiristas
A produção da série foi paralisada por conta da greve dos roteiristas de 2007. O programa retornou no dia 17 de Março de 2008 com mais 9 episódios que concluiram esta temporada.

## Elenco
- Charlie Sheen - Charlie Harper
- Jon Cryer - Alan Harper
- Angus T. Jones - Jake Harper
- Conchata Ferrell - Berta
- Holland Taylor - Evelyn Harper
- Marin Hinkle - Judith Melnick
- Melanie Lynskey - Rose
- Ryan Stiles - Herb Melnick

## Prêmios e indicações
| Ano  | Resultado | Categoria                                                           | Prêmio      | Artista |
| ---- | --------- | ------------------------------------------------------------------- | ----------- | --- |
| 2008 | Indicado  | Melhor Série de Comédia                                             | Emmy Awards | - |
| 2008 | Indicado  | Melhor Ator em uma Série de Comédia                                 | Emmy Awards | Charlie Sheen                                                                                                |
| 2008 | Indicado  | Melhor Ator Coadjuvante em uma Série de Comédia                     | Emmy Awards | Jon Cryer |
| 2008 | Indicado  | Melhor Atriz Coadjuvante em uma Série de Comédia                    | Emmy Awards | Holland Taylor                                                                                               |
| 2008 | Indicado  | Melhor Mixagem de Som para uma Série de Comédia ou Drama e Animação | Emmy Awards | Bruce Peters, Kathy Oldham, Charlie McDaniel, Bob La Masney pelo episódio "Is There a Mrs. Waffles?"         |
| 2008 | Indicado  | Melhor Maquiagem para uma Série de Multi-câmera ou um Especial      | Emmy Awards | Janice Berridge, Peggy Nichols, Shelly Woodhouse-Collins, Gabriel Solana pelo episódio "City Of Great Racks" |
| 2008 | Indicado  | Melhor Penteado para uma Série de Multi-câmera ou um Especial       | Emmy Awards | Pixie Schwartz, Krista Borrelli, Ralph M. Abalos, Janice Zoladz pelo episódio "City Of Great Racks"          |

## Episódios
| # | Título                                           | Diretor       | Roteiro                                                                                              | Data de Exibição       | Código de Produção |
| --- | ------------------------------------------------ | ------------- | --- | ---------------------- | ------------------ |
| 1 | "Large Birds, Spiders and Mom"                   | Ted Wass      | Lee Aronsohn, Eddie Gorodetsky, Chuck Lorre e Mark Roberts                                           | 24 de Setembro de 2007 | 501                |
| Jake está se preparando pra encarar o ensino médio. Charlie e Alan ficam contando a ele suas terríveis experiências desse período, fazendo com que Jake desista do ensino médio bem cedo. Alan e Charlie levam Jake pra fazer compras pra escola, mas ficam com problemas durante e depois. Citação do título: Alan, citando os maiores medos de Charlie. |                                                  |               | |                        |                    |
| 2 | "Media Room Slash Dungeon"                       | Ted Wass      | Chuck Lorre, Lee Aronsohn, Don Foster, Susan Beavers e Jim Patterson                                 | 1 de Outubro de 2007   | 502                |
| Charlie fica estranho após sair com sua mãe na noite passada, e uma moça com quem Alan dormiu acorda revoltada na manhã seguinte. Citação do título: Evelyn, contando a Charlie sobre uma casa que ela está tentando vender. Nota: Por este episódio Holland Taylor foi nomeada para o Primetime Emmy Awards de Melhor Atriz Coadjuvante numa série de comédia, mas perdeu para Jean Smart de Samantha Who?. |                                                  |               | |                        |                    |
| 3 | "Dum Diddy Dum Diddy Doo"                        | Ted Wass      | Lee Aronsohn e Chuck Lorre                                                                           | 8 de Outubro de 2007   | 503                |
| Alan diz a Charlie que ele precisa namorar mulheres mais cultas e adequadas, e então ele o apresenta para Linda (Ming-Na), uma juíza. O primeiro encontro dos dois não dá certo por conta de terem sido atendidos por uma garçonete do restaurante que era justo uma ex-namorada de Charlie. Desesperado por uma segunda chance, Charlie renova o seu papo para poder falar com Linda de novo. Citação do título: Charlie, dando um exemplo de qual nome o apelido "Dee-Dee" seria o diminutivo.                                                                   |                                                  |               | |                        |                    |
| 4 | "City of Great Racks"                            | James Widdoes | Don Foster, Eddie Gorodetsky, Mark Roberts, Susan Beavers, Jim Patterson, Chuck Lorre e Lee Aronsohn | 15 de Outubro de 2007  | 504                |
| Charlie e Linda começam a aprofundar a relação, mas não dá muito certo quando Charlie começa a ver Rose em toda a parte. Então ele vai a Inglaterra para conversar com Rose. Nota: Este é o centésimo episódio da série, com todos os sete roteiristas trabalhando em conjunto para escrevê-lo. Citação do título: Jake, descrevendo Santa Barbara e fazendo piada com seu nome. |                                                  |               | |                        |                    |
| 5 | "Putting Swim Fins on a Cat"                     | James Widdoes | Mark Roberts, Don Foster e Eddie Gorodetsky                                                          | 22 de Outubro de 2007  | 505                |
| Charlie tem que se desdobrar pra poder cuidar direito do filho de 4 anos de Linda. Enquanto isso, a situação financeira de Charlie leva Alan a se submeter aos remédios em troca de uma grande quantia em dinheiro. Citação do título: Alan, discutindo com Judith sobre o tutor de álgebra de Jake. |                                                  |               | |                        |                    |
| 6 | "Help Daddy Find His Toenail"                    | James Widdoes | Susan Beavers, Chuck Lorre, Lee Aronsohn e Jim Patterson                                             | 29 de Outubro de 2007  | 506                |
| Charlie arruina a noite de Linda durante uma festa em que ela receberia um prêmio por seu trabalho. Isso porque Charlie tomou um comprimido que sua mãe lhe deu arruinando a relação dos dois. Jake sai escondido de casa pra poder ver um show com seus amigos. Citação do título: Alan, falando com Judith no telefone, tentando dizer que Jake ainda está em casa após descobrir que ele saiu escondido para ir a um show com seus amigos. |                                                  |               | |                        |                    |
| 7 | "The Leather Gear is in the Guest Room"          | Ted Wass      | Chuck Lorre e Lee Aronsohn                                                                           | 5 de Novembro de 2007  | 507                |
| Depois de Charlie e Alan discutirem por conta das atitudes deste na casa, ele e Jake pegam suas coisas e vão pra casa de Evelyn. Ela e Teddy não querem que Alan fique lá e fazem algo para que os dois irmãos se reconciliem. Citação do título: Evelyn, explicando a Teddy o porque do Alan ficar no quarto de hóspedes é um problema. |                                                  |               | |                        |                    |
| 8 | "Is There a Mrs. Waffles?"                       | Ted Wass      | Susan Beavers, Jim Patterson, Chuck Lorre e Lee Aronsohn                                             | 12 de Novembro 2007    | 508                |
| Charlie escreve canções pra crianças e vira um sucesso sob o nome de Charlie Waffles. As crianças e seus pais o adoram. Mas a nova fama de Charlie irrita Alan, e aquele revela que tem um grande medo de se apresentar pra um grande público. Participação especial: Richard Kind como Artie Pliskin. Nota: Por este episódio Charlie Sheen foi nomeado para o Primetime Emmy Awards de Melhor Ator numa série de comédia, mas perdeu para Alec Baldwin de 30 Rock. Citação do título: Uma das mães solteiras de um fã de Charlie, o perguntando se ele é casado. |                                                  |               | |                        |                    |
| 9 | "Tight's Good"                                   | Jean Sagal    | Mark Roberts, Don Foster e Eddie Gorodetsky                                                          | 19 de Novembro de 2007 | 509                |
| Charlie controla sua atração pela filha de Teddy (Jenny McCarthy). Poderia custar a ele uma nova Ferrari. Primeira aparição de: Courtney Leopold Citação do título: Courtney, depois que Charlie diz que a Ferrari que ela está vendendo não tem muito espaço. |                                                  |               | |                        |                    |
| 10 | "Kinda Like Necrophilia"                         | Ted Wass      | Chuck Lorre, Susan Beavers, Lee Aronsohn e Jim Patterson                                             | 26 de Novembro de 2007 | 510                |
| Alan descobre que Charlie roubou o coração da menina que ele gostava no colegial. Ele decide se vingar dando em cima da namorada francesa de Charlie, Gabrielle (Justine Eyre), mas as coisas não saem do jeito que ele queria; Jake leva um fora de sua namorada e pede conselhos a Charlie. Citação do título: Charlie, falando sobre como Gabrielle se comporta na cama. |                                                  |               | |                        |                    |
| 11 | "Meander to Your Dander"                         | James Widdoes | Susan Beavers, Jim Patterson, Don Foster e Mark Roberts                                              | 17 de Março de 2008    | 511                |
| Quando Alan se vê querendo se separar de uma moça, Charlie lhe oferece sua experiência. Nota: Por este episódio Jon Cryer foi nomeado para o Primetime Emmy Awards de Melhor Ator Coadjuvante numa série de comédia, mas perdeu para Jeremy Piven de Entourage. Nota: Este foi o primeiro episódio lançado após a Greve dos Roteiristas. Citação do título: Alan, contando a Donna sobre uma técnica que ele usa na cama. |                                                  |               | |                        |                    |
| 12 | "A Little Clammy and None Too Fresh"             | James Widdoes | Chuck Lorre, Susan Beavers, Lee Aronsohn e Jim Patterson                                             | 24 de Maio de 2008     | 512                |
| Rose retorna da Inglaterra, e banca a enfermeira pra cuidar de Charlie que está doente. Alan sente que Jake está começando a sacaneá-lo. Citação do título: Charlie, explicando a sua condição para Alan. |                                                  |               | |                        |                    |
| 13 | "The Soil is Moist"                              | James Widdoes | Chuck Lorre, Lee Aronsohn e Eddie Gorodetsky                                                         | 31 de Março de 2008    | 513                |
| Alan começa a sair com Cynthia Sullivan(Christina Moore), uma amiga dele e de Judith. Ele fica feliz até saber mais que queria sobre a vida sexual que Judith e Herb levam. Citação do título: Herb, explicando como ele planta as suas sementes, o que, para Charlie, parece uma metáfora sobre sexo. |                                                  |               | |                        |                    |
| 14 | "Winky-Dink Time"                                | James Widdoes | Mark Roberts, Eddie Gorodetsky e Jim Patterson                                                       | 14 de Abril de 2008    | 514                |
| Enquanto Charlie é reconhecido por uma mulher quem ele não se lembra, Jake se interessa pela filha dela. Charlie sai com Jake para um encontro com as duas e deixa Alan com uma prostituta. Citação do título: Alan, perguntando à prostituta se ela chegar atrasada vai diminuir o tempo em que os dois vão fazer sexo. |                                                  |               | |                        |                    |
| 15 | "Rough Night in Hump Junction (His Ugly Bundle)" | James Widdoes | Mark Roberts, Chuck Lorre e Lee Aronsohn                                                             | 21 de Abril de 2008    | 515                |
| Alan vê que Charlie é impossível de controlar sua promiscuidade. Charlie vai ver um psiquinalista e percebe que irá perder pra sempre a moça que já tinha perdido uma vez: Mia. Citação do título: Berta, depois de ver Charlie todo machucado. |                                                  |               | |                        |                    |
| 16 | "Look At Me, Mommy, I'm Pretty"                  | Joel Zwick    | Chuck Lorre, Lee Aronsohn, Eddie Gorodetsky, Don Foster e Susan Beavers                              | 28 de Abril de 2008    | 516                |
| Alan faz os planos pro casamento de Evelyn e Teddy, enquanto Charlie tenta entender como ele deve se comportar com a sua futura meia-irmã, Courtney. Citação do título: Evelyn, conversando com Courtney, tirando sarro de Alan quando ele vestia as roupas de Evelyn quando criança. |                                                  |               | |                        |                    |
| 17 | "Fish in a Drawer"                               | Jeff Melman   | Carol Mendelsohn, Naren Shankar, Sarah Goldfinger e Evan Dunsky                                      | 5 de Maio de 2008      | 517                |
| Em uma paródia de CSI: Crime Scene Investigation, CSI investiga uma morte ocorrida na casa de Charlie. O ator de CSI George Eads faz uma participação especial. Última aparição de: Teddy Leopold Citação do título: Evelyn, falando sobre a sua primeira experiência culinária, o que acabou matando o seu primeiro marido (o pai de Charlie e Alan). |                                                  |               | |                        |                    |
| 18 | "If My Hole Could Talk"                          | Jon Cryer     | Lee Aronsohn, Chuck Lorre, Eddie Gorodetsky, Jim Patterson e Mark Roberts                            | 12 de Maio de 2008     | 518                |
| Charlie procura conselhos sobre relações e acaba se interessando por uma escritora de meia-idade (Susan Blakely); Alan fica louco com Jake por ficar enrolando e não fazer um resumo de um livro pra escola. Mais louco ainda, quando descobre que Jake tinha perdido o livro na hora que ele tinha acabado de comprar. Citação do título: Charlie, depois que Angie diz que ele pode ter um "buraco" dentro dele. |                                                  |               | |                        |                    |
| 19 | "Waiting for the Right Snapper"                  | Jeff Melman   | Mark Roberts, Lee Aronsohn, Chuck Lorre, Eddie Gorodetsky e Don Foster                               | 19 de Maio de 2008     | 519                |
| Quando Charlie conhece a noiva do filho de Angie, ele vê que já tinha a conhecido antes. Alan tenta fazer com que Jake estude pra sua última prova de Álgebra. Citação do título: Charlie, para o filho de Angie, depois que ele diz que está surpreso que ninguém "roubou" a sua noiva. |                                                  |               | |                        |                    |